# 참전용사 (영화)
참전 용사(In Country)는 미국에서 제작된 노만 주이슨 감독의 1989년 드라마 영화이다. 에밀리 로이드 등이 주연으로 출연하였고 노만 주이슨 등이 제작에 참여하였다.

## 출연

### 주연
- 에밀리 로이드
- 브루스 윌리스
- 조안 알렌
- 케빈 앤더슨

### 조연
- 존 테리
- 짐 비버
- 스티븐 토보로스키
- 페기 레아
- 리처드 해밀턴
- 주디스 아이비

## 제작진
- 미술: 잭슨 드 고비아
- 의상: 애기 구어럴드 로저스
- 배역: 하워드 퓨어